# Yunus Social Business – Global Initiatives
Yunus Social Business (YSB) — некоммерческий венчурный фонд, который превращает благотворительные пожертвования в инвестиции в устойчивых социальных предприятиях. Такие компании, как Impact Waterthat, которые финансируются YSB, сталкиваются с такими же проблемами, как те, которые традиционно рассматриваются агентствами по оказанию помощи или благотворительными организациями, обеспечивая занятость, образование, здравоохранение, чистую воду и чистую энергию.
Основанный в 2011 году, со штаб-квартирой во Франкфурте и Берлине, YSB ставит перед собой задачу в расширении социальной бизнес-модели, разработанной профессором Мухаммадом Юнусом (анг. Muhammad Yunus) через Yunus Center в Бангладеш в странах всего развивающегося мира. Основная цель всего этого состоит в использовании инструментов, разработанных в деловом мире, для создания финансово самостоятельных компаний, которые занимаются сокращением бедности. Вторая цель состоит в финансировании социальных предприятий, которые непосредственно способствуют достижению целей в области устойчивого развития ООН.

## История
Цель YSB, основанного в 2011 году Мухаммадом Юнусом, Саскией Брюйстен (англ. Saskia Bruysten) и Софи Айзенманн (англ. Sophie Eisenmann), состоит в повторении социальной бизнес-модели, предложенной профессором Юнусом, для развивающихся странах. Сфокусировавшись на предоставлении финансовой и деловой поддержки социальным предприятиям за пределами Бангладеш, фонд сосредотачивает свое внимание на финансировании компаний, которые обеспечивают либо доход, либо основные продукты и услуги для бедных. Yunus Social Business является международным механизмом реализации концепции социального бизнеса профессора Юнуса и действует по тем же принципам, что и социальные предприятия, которые это финансируют, в частности социальную бизнес-модель.

## Чем занимается YSB
Сейчас[когда?] YSB действует в нескольких странах: Албании, Бразилии, Колумбии, Гаити, Индии, Тунисе и Уганде. Местные команды этих стран сосредоточены на обнаружении и поиске сетей, сообществ и отдельных социальных предпринимателей или существующих предприятий, построенных вокруг сильной социальной миссии. Перспективные социальные компании, у которых есть потенциал, к быстрому расширению, могут подать заявку на финансирование или программу акселерации, чтобы получить помощь в подготовке к инвестированию.[значимость факта?]

### Программы акселерации
YSB использует программы акселерации социального бизнеса в ряде стран. Программы предназначены для уточнения и тестирования бизнес-моделей, раннего выявления рынка и также определения и измерения показателей социального воздействия. Эти короткие программы, которые длятся от 1 до 3 месяцев, предлагают социальным предпринимателям возможность для укрепления своей деловой хватки через семинары, обучение лидерству, доступ к международным и местным сетям наставников. Предприятия, которые присоединяются к ускоренной программе, обычно находятся на стадии прототипа или раннего дохода и нуждаются в небольшой, но значимой финансовой помощи для тестирования своих прототипов, повышения их производительности и /или увеличения производства.[значимость факта?]

### Фонд социального бизнеса
Социальные предприниматели с высоким потенциалом, выходящие из программы акселерации, могут подать заявку на финансирование и поддержку бизнеса. В конце программы акселерации, предприниматели передают свои идеи Инвестиционному комитету YSB и отдельные социальные компании могут получить начальный капитал из своего фонда социального бизнеса в стране. Сумма инвестиций социального воздействия составляет от 100 000 евро до 1 000 000 евро. Финансирование осуществляется поэтапно, на основе достижений и ключевых показателей эффективности, а также в качестве собственных и долгосрочных кредитов акционеров с условиями ниже рыночных условий с учетом сроков погашения.[значимость факта?]

## Инициативы в странах
YSB активно работает в 12 странах с местными отделениями в 7 странах, включая Албанию, Бразилию, Колумбию, Гаити, Индию, Тунис, Уганду. В марте 2018 года был открыт офис в Кении; планируется открытие офиса в Малайзии. С 2011 года YSB выделил 12 миллионов на 52 социальных бизнес-компании в 7 странах, поддержав более 1000 предпринимателей и оказав влияние на более чем на 2 миллиона клиентов.

### YSB Албания
YSB Албания начала свою деятельность в апреле 2012 года при поддержке Албанского Национального Правительства, и в 2014 году расширила свою деятельность в Косово. YSD Албания профинансировала 5 социальных компаний на сегодняшний день, и провела первую программу акселерации в 2014 году.

### YSB Бразилия
В марте 2013 года состоялся запуск YSB Бразилии для распространения концепции социального бизнеса на всей территории Бразилии; Рио-де-Жанейро официально получил название «Социального бизнес-города». Yunus Negocios Sociais Brasil, известный на местном уровне, провел три цикла программ акселерации в Сан-Пауло и Рио-де-Жанейро в 2014 году.[значимость факта?]

### YSB Колумбия
YSB Колумбия была создана в 2011 году первоначально как Grameen Caldas и стала официально называться YSB Колумбия в 2013 году. В настоящее время она управляет портфелем из 3 социальных бизнес-структур, включая совместное предприятие с картофельным гигантом McCain.[значимость факта?]

### YSB Коста-Рика
Запущен первый корпоративный социальный бизнес с ведущей пищевой компанией Коста-Рики, компанией Florida Ice and Farm Company, целью которого является производство продуктов для борьбы с недоеданием у детей.[значимость факта?]

### YSB Гаити
Основанный в Порт-о-Пренсе, офис YSB Гаити открылся в 2010 году при поддержке партнера SAP. В настоящее время, команда управляет портфелем 9 социальных бизнес-структур. В 2013 году, YSB учредил новый социальный бизнес совместно с Virgin Unite и Clinton Foundation — Haiti Forest initiative. Основные цели Haiti Forest заключаются в привлечении местного сообщества в реорганизацию Гаити, обеспечение устойчивых средств к существованию для фермеров на всей территории Гаити, создание рабочих мест и чистого источника топлива для снижения зависимости от древесного угля.[значимость факта?]

### YSB Индия
YSB Индия была запущена в 2011 году в Мумбаи и 7 социальных компаний получили финансирование на сегодняшний день[когда?].

### YSB Тунис
Был основан в 2013 году в партнерстве с Африканским банком развития. Тунис стал первым в ряде африканским стран, где воспроизвели концепцию социального бизнеса. В 2014 году была запущена первая программа акселерации, известная как iBDA.[значимость факта?]

### YSB Уганда
В партнерстве с Африканским Банком Развития, YSB Уганда начал свою деятельность в ноябре 2013 года, и первые социальные бизнес-структуры получили поддержку в 2014 году.[значимость факта?]

## Критика
Экономист Калам Азад полагал в 2015 году, что данный проект, несмотря на заявления его основателей, «не сможет ни перестроить экономическую науку, ни изменить мир — по крайней мере, в краткосрочной перспективе.»